# Eidgenössische Volksinitiative «Gegen Masseneinwanderung»
Die eidgenössische Volksinitiative «Gegen Masseneinwanderung» war eine Volksinitiative der Schweizerischen Volkspartei (SVP). Sie beauftragt den Gesetzgeber, die Zuwanderung von Ausländern in die Schweiz durch jährliche Höchstzahlen und Kontingente, die sich nach den gesamtwirtschaftlichen Interessen der Schweiz richten, zu begrenzen. Sie verlangt auch die Änderung widersprechender Staatsverträge, namentlich der bilateralen Verträge zwischen der Schweiz und der EU, welche die Personenfreizügigkeit vorsehen.
Von den im Bundesparlament vertretenen Parteien wurde die Initiative nur durch die SVP unterstützt. Zur Ablehnung empfohlen wurde sie von der CVP, BDP, FDP, GLP, EVP, SP und den Grünen sowie vom Nationalrat (mit 140 zu 54 Stimmen), vom Ständerat (37 zu 5) und vom Bundesrat.
Am 9. Februar 2014 nahmen Volk und Stände die Initiative an. Bei einer überdurchschnittlich hohen Stimmbeteiligung von 56,6 Prozent erzielte das Begehren ein Volksmehr von 50,3 Prozent und ein Ständemehr von 12 5⁄2 Ständen.
Die Bundesversammlung setzte die Initiative im Dezember 2016 durch eine Gesetzesänderung um, welche eine Stellenmelde- und Interviewpflicht der Unternehmen zugunsten inländischer Arbeitnehmer vorsieht, aber auf die von der Initiative verlangten Höchstzahlen und Kontingente verzichtet. Die SVP lancierte daraufhin die Begrenzungsinitiative, um die Personenfreizügigkeit zu verbieten. Das Volk verwarf diese Folgeinitiative im September 2020 mit 62 % Nein-Stimmen.

## Zum Kontext, Entstehung der Initiative
1980 waren 14,1 % der in der Schweiz lebenden Menschen Ausländer, 1990 waren es 16,4 %, im Jahr 2000 19,3 %, 2010 21,9 % und 2013 23,2 %. Das durchschnittliche jährliche Wachstum von 1980 bis 2013 betrug knapp 1,7 Prozent.
Die SVP lancierte die Initiative im Juli 2011 etwa drei Monate vor den Schweizer Parlamentswahlen 2011 und stellte ihren Wahlkampf unter das Thema «Masseneinwanderung stoppen!». Nach Angaben des Parteipräsidenten Toni Brunner wurden bis Oktober 2011 120'000 Unterschriften gesammelt, also mehr als die benötigten 100'000.
Am 14. Februar 2012 wurde die Initiative mit 136'195 beglaubigten Unterschriften bei der Bundeskanzlei eingereicht. Rund 110'000 Unterschriften stammten aus der Deutschschweiz, 21'500 aus der Romandie und 4800 aus dem Tessin.
2017 endete ein juristisches Nachspiel betreffend einer vermuteten Volksverhetzung mit einem Schuldspruch für namhafte Mitglieder der SVP. Das Bundesgericht urteilte, dass ein bei der Unterschriftensammlung geschaltetes Plakat, auf dem «Kosovaren schlitzen Schweizer auf» zu lesen war, den Tatbestand der Diskriminierung erfüllte.

## Argumente

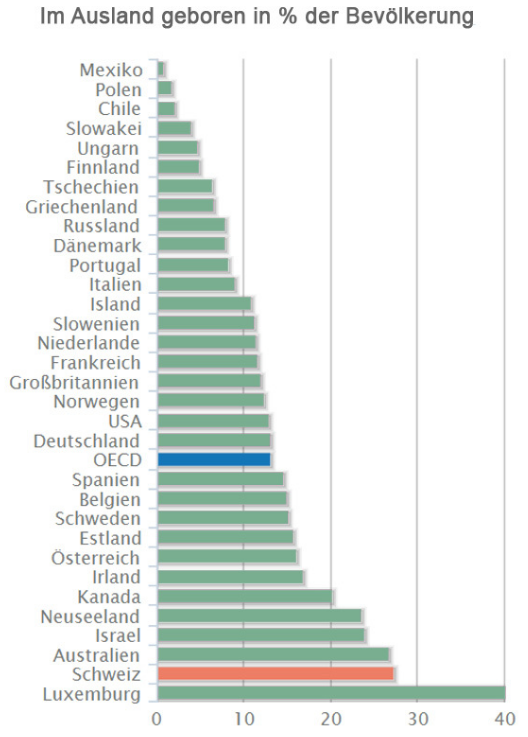
Anteil im Ausland Geborener an der Wohnbevölkerung in OECD-Ländern. Blau: Durchschnitt, orange: Schweiz

### Befürwortende Argumente
Die SVP begründete die Initiative wie folgt:
- Die Schweiz habe die Kontrolle über die Einwanderung verloren, nachdem sie in früheren Jahren grosszügig, aber kontrolliert Ausländer aufgenommen habe. Es gebe zurzeit keine wirkungsvollen Instrumente zur Steuerung und Begrenzung der Einwanderung. Dafür seien in erster Linie der unkontrollierte Zustrom aus der EU, die offenen Grenzen und verschleppte Probleme im Asylwesen verantwortlich.
- Die ungebremste Einwanderung habe negative Folgen, die immer offensichtlicher würden. Die Schweiz müsse daher die Einwanderung wieder selber steuern und begrenzen können.
- Die Nettoeinwanderung der letzten fünf Jahre entspreche der Einwohnerzahl der Stadt Zürich. In sechzig Jahren habe sich trotz grosszügiger Einbürgerung der Ausländeranteil fast vervierfacht: von 5,9 % (1950) auf 22 % (2010). Das Bundesamt für Migration rechne für das Jahr 2035 mit einer Wohnbevölkerung von bis zu zehn Millionen Menschen.
- Die ungebremste Zuwanderung habe unter anderem folgende Auswirkungen:

- Strassen und Züge seien überfüllt; Mieten und Bodenpreise explodierten.
- Zuwanderer aus der EU verdrängten Arbeitnehmer aus Drittstaaten, die wiederum nicht in ihre Heimatländer zurückkehrten und die Schweizer Sozialwerke belasteten.
- Die Löhne gerieten unter Druck.
- Asylmissbrauch und Ausländerkriminalität stiegen an.

### Ablehnende Argumente
Gegen die Initiative wurde ein Komitee aus Politikern der Parteien CVP, BDP, FDP, GLP, Grüne und EVP gegründet. Es wurden unter anderem folgende Argumente vorgebracht:
- Die Initiative verstosse gegen das Freizügigkeitsabkommen mit der EU und würde daher zur Kündigung der gesamten Bilateralen Verträge I führen, da diese über eine Guillotine-Klausel miteinander verknüpft seien.[8] Eine Neuverhandlung der Abkommen habe sehr geringe Chancen, weil die Initiative mit den EU-Rechtsprinzipien unvereinbar sei und die Initiative für Verhandlungen nur drei Jahre Zeit lasse. Auch müsste die Schweiz der EU in Neuverhandlungen in anderen Bereichen weitgehende Zugeständnisse machen.[9]
- Die Initiative verschärfe den Fachkräftemangel in der Schweiz. Die Wirtschaft sei auf die Zuwanderung dringend angewiesen. Dank der Personenfreizügigkeit könnten die fehlenden Arbeitskräfte unkompliziert in EU-Ländern rekrutiert werden.
- Die Initiative schaffe ein Bürokratiemonster. Das geforderte Kontingentsystem sei unnötig, bürokratisch und kostenträchtig. Für die Wirtschaft stelle dies eine schmerzhafte Mehrbelastung dar. Zudem sei nicht garantiert, dass jene Leute in die Schweiz kämen, welche die heimische Arbeitswelt brauche.

### Stellungnahmen
- Die Grüne Partei des Kantons Tessin, i Verdi del Ticino, befürwortete die Initiative. Die Personenfreizügigkeit führe zu unhaltbaren Bedingungen auf dem Arbeitsmarkt und zu einem «Krieg unter Armen» zum Vorteil der Arbeitgeber. Eine Rückkehr zu den Bestimmungen vor Einführung der Personenfreizügigkeit sei nicht fremdenfeindlich.[10]
- Der Wirtschaftsdachverband Economiesuisse lehnte die Initiative ab, weil sie die bilateralen Verträge mit der EU aufs Spiel setze und damit dem Standort Schweiz schade. Sie gefährde zudem Wohlstand und Arbeitsplätze, da jeder dritte Franken aus dem Handel mit der EU verdient werde.[11][5]
- Die Präsidenten der Rektorenkonferenzen der Schweizer Universitäten, der Fachhochschulen, der Pädagogischen Hochschulen sowie der Akademien der Wissenschaften Schweiz und der Präsident des Forschungsrats des Schweizerischen Nationalfonds bezeichneten die Personenfreizügigkeit mit der EU als den «Königsweg für die Schweiz zu exzellenter Bildung und Forschung».[12][13]

## Initiativtext
Die Bundesverfassung wird wie folgt geändert:
Art. 121 Sachüberschrift (neu)

Gesetzgebung im Ausländer- und Asylbereich
Art. 121a (neu) Steuerung der Zuwanderung

1 Die Schweiz steuert die Zuwanderung von Ausländerinnen und Ausländern eigenständig.

2 Die Zahl der Bewilligungen für den Aufenthalt von Ausländerinnen und Ausländern in der Schweiz wird durch jährliche Höchstzahlen und Kontingente begrenzt. Die Höchstzahlen gelten für sämtliche Bewilligungen des Ausländerrechts unter Einbezug des Asylwesens. Der Anspruch auf dauerhaften Aufenthalt, auf Familiennachzug und auf Sozialleistungen kann beschränkt werden.

3 Die jährlichen Höchstzahlen und Kontingente für erwerbstätige Ausländerinnen und Ausländer sind auf die gesamtwirtschaftlichen Interessen der Schweiz unter Berücksichtigung eines Vorranges für Schweizerinnen und Schweizer auszurichten; die Grenzgängerinnen und Grenzgänger sind einzubeziehen. Massgebende Kriterien für die Erteilung von Aufenthaltsbewilligungen sind insbesondere das Gesuch eines Arbeitgebers, die Integrationsfähigkeit und eine ausreichende, eigenständige Existenzgrundlage.

4 Es dürfen keine völkerrechtlichen Verträge abgeschlossen werden, die gegen diesen Artikel verstossen.

5 Das Gesetz regelt die Einzelheiten.
II

Die Übergangsbestimmungen der Bundesverfassung werden wie folgt geändert:
Art. 197 Ziff. 9 (neu)

9. Übergangsbestimmung zu Art. 121a (Steuerung der Zuwanderung)

1 Völkerrechtliche Verträge, die Artikel 121a widersprechen, sind innerhalb von drei Jahren nach dessen Annahme durch Volk und Stände neu zu verhandeln und anzupassen.

## Abstimmung
Die Initiative wurde am 9. Februar 2014 von 50,3 Prozent der Stimmenden und mit einem Ständemehr von 12 5⁄2 : 8 1⁄2 angenommen.
Während die mehrheitlich deutschsprachigen Kantone ausser Basel-Stadt, Zürich und Zug die Initiative annahmen, lehnten die Westschweizer Kantone sie ab. Die höchste Zustimmung erhielt die Initiative im Tessin. Die Stimmbeteiligung war mit 56,6 Prozent überdurchschnittlich hoch.

Ergebnisse nach Kantonen

| Kanton                           | Ja (%) | Nein (%) | Beteiligung (%) |
| -------------------------------- | ------ | -------- | --------------- |
| Aargau                           | 55,2   | 44,8     | 55,2            |
| Appenzell Ausserrhoden           | 54,4   | 45,6     | 57,8            |
| Appenzell Innerrhoden            | 63,5   | 36,5     | 52,4            |
| Basel-Landschaft                 | 50,6   | 49,4     | 55,0            |
| Basel-Stadt                      | 39,0   | 61,0     | 56,8            |
| Bern                             | 51,1   | 48,9     | 54,8            |
| Freiburg                         | 48,5   | 51,5     | 56,0            |
| Genf                             | 39,1   | 60,9     | 57,4            |
| Glarus                           | 59,4   | 40,6     | 50,9            |
| Graubünden                       | 50,6   | 49,4     | 52,7            |
| Jura                             | 44,1   | 55,9     | 51,3            |
| Luzern                           | 53,3   | 46,7     | 57,6            |
| Neuenburg                        | 39,3   | 60,7     | 55,4            |
| Nidwalden                        | 58,8   | 41,2     | 60,6            |
| Obwalden                         | 59,1   | 40,9     | 60,4            |
| Schaffhausen                     | 58,1   | 41,9     | 70,5            |
| Schwyz                           | 63,1   | 36,9     | 60,8            |
| Solothurn                        | 54,6   | 45,4     | 55,6            |
| St. Gallen                       | 55,9   | 44,1     | 55,5            |
| Tessin                           | 68,2   | 31,8     | 57,1            |
| Thurgau                          | 57,8   | 42,2     | 53,7            |
| Uri                              | 58,2   | 41,8     | 50,2            |
| Waadt                            | 38,9   | 61,1     | 58,0            |
| Wallis                           | 48,3   | 51,7     | 61,6            |
| Zug                              | 49,9   | 50,1     | 61,1            |
| Zürich                           | 47,3   | 52,7     | 57,1            |
| Schweizerische Eidgenossenschaft | 50,3   | 49,7     | 56,57           |

## Reaktionen

### Reaktionen im Inland
Am Abend nach der Abstimmung gab es in verschiedenen Schweizer Städten Demonstrationen gegen das Ergebnis; es gab vereinzelte Sachbeschädigungen.
Der Präsident des Arbeitgeberverbands Valentin Vogt hoffte, «dass man sich irgendwie einigen wird» mit der EU. Die Schweizerische Bankiervereinigung teilte mit, es sei «zu befürchten, dass der zur Verfügung stehende Pool an Arbeitskräften nun kleiner» werde.
Laut einem Bericht der Neuen Zürcher Zeitung erwarteten Schweizer Ökonomen keine unmittelbar merklichen volkswirtschaftlichen Schäden. Langfristig werde sich das Wachstumspotenzial der Schweizer Wirtschaft jedoch leicht reduzieren. Ökonomen der Credit Suisse gingen von einer Reduzierung des Wirtschaftswachstums von 1,9 % auf etwa 1,6 % aus.
Der ehemalige Handelsdiplomat Luzius Wasescha rechnete mit zehn Jahren Verhandlungsdauer, bis neue Verträge mit der EU ausgehandelt sind, da jedes Resultat von allen Mitgliedsstaaten mitgetragen werden muss; angesichts der «wachsenden EU-Kritik» könne die EU der Schweiz gegenüber «keinerlei Flexibilität» zeigen; bei jeder Abweichung von den Grundprinzipien werde man der Schweiz sagen: «Tut uns leid, das können wir nicht akzeptieren.»
Das bereits fertig verhandelte Personenfreizügigkeitsabkommen mit dem EU-Neumitglied Kroatien wurde seitens der Schweiz nicht unterzeichnet, da laut Justizministerin Sommaruga eine neue Verfassungsbestimmung direkt anwendbar sei.
Nachdem die EU als Reaktion auf diese Nichtunterzeichnung die Verhandlungen über das Forschungsrahmenprogramm «Horizon 2020» ausgesetzt hatte, schrieben die Präsidenten der Hochschulen und Akademien der Wissenschaften in einem Brief an den Bundesrat, die Nicht-Assoziierung an die Programme würde das «Vertrauen in den Forschungsplatz nachhaltig erschüttern». ETH-Präsident Ralph Eichler sagte, wenn die Schweiz nicht mehr an den EU-Forschungsrahmenprogrammen teilnehmen könne, sei das, «wie wenn der FC Basel nicht mehr in der Champions League spielen könnte». Der Verband der Schweizer Studierendenschaften zeigte sich «schockiert» über das Aus von «Horizon 2020» und «Erasmus+». Dies bedeute «einen enormen Rückschritt, welcher die Qualität unserer Bildung und unserer Forschungsmöglichkeiten stark erschüttern wird». Dadurch stehe auch die Führungs- und Innovationsrolle der Schweiz auf dem Spiel.
Die Neue Zürcher Zeitung brachte als mögliche Verfahren ins Gespräch: «die Wiederholung der Abstimmung, die Nichtumsetzung der Initiative wie bei der Mutterschaftsversicherung, ein Plebiszit über den Bilateralismus oder die Konfrontationsstrategie mit der sofortigen Einführung von Kontingenten». Inhaltlich sah die NZZ keine möglichen Verhandlungslösungen.
Yves Rossier, Staatssekretär im Aussendepartement, sagte, nun müsse als erstes die Frage beantwortet werden, ob die Umsetzung der Initiative mit dem Personenfreizügigkeitsabkommen vereinbar sei. Ginge das nicht und könne das Freizügigkeitsabkommen nicht nachverhandelt werden, sei fraglich, welche Regelung dann gelte, «um Schaden zu vermindern» und was aus den anderen Abkommen werde. Die Möglichkeit, dass alle Bilateralen Abkommen fielen, bestehe.
Bei einer Kundgebung «für eine offene und solidarische Schweiz», zu der ein Bündnis von fast 60 Parteien, Gewerkschaften und Organisationen, darunter mehrere Ausländervereinigungen, aufgerufen hatte, kamen am 1. März 2014 auf dem Bundesplatz in Bern etwa 12.000 Teilnehmer zusammen.

### Vertreter der Europäischen Union
Die Europäische Kommission teilte mit, das Votum verletze «das Prinzip des freien Personenverkehrs zwischen der Europäischen Union und der Schweiz». Kommissionspräsident José Manuel Barroso sagte, die Schweiz könne nicht alle Vorteile des weltgrössten Marktes geniessen, ohne im Gegenzug den freien Zugang für EU-Bürger zu gewähren, und es wäre nicht richtig, wenn Schweizer Bürger uneingeschränkte Bewegungsfreiheit in der Europäischen Union genössen, die Schweiz aber Kontingente für EU-Bürger einführe; Schweizer Bürger könnten das Recht verlieren, in der EU zu leben und zu arbeiten.
Der Vorsitzende des Auswärtigen Ausschusses des Europäischen Parlaments Elmar Brok teilte mit, man könne «nicht einseitig eines der vier Prinzipien des Binnenmarktes herausnehmen»; es dürfe nicht sein, dass sich hier «Rosinenpickerei» durchsetze. Der Präsident des Europäischen Parlaments Martin Schulz stimmte Brok zu und sagte: «Vorteile zu geniessen, aber selbst die Türen zu schliessen – das geht nicht.»
Der deutsche Abgeordnete des Europäischen Parlaments Andreas Schwab (EVP) gab an, er respektiere den Volksentscheid und werde sich dafür einsetzen, dass das Personenfreizügigkeitsabkommen aufgekündigt und die Guillotine-Klausel aktiviert werde. Der deutsche Abgeordnete des Europäischen Parlaments Sven Giegold (Grüne/EFA) forderte die Europäische Union und die deutsche Bundesregierung auf, bei Neuverhandlungen der Abkommen mit der Schweiz Gegenforderungen bei den Themen «Bankgeheimnis» und «Schweizer Steuerdumping» zu stellen. Der deutsche Abgeordnete des Europäischen Parlaments Alexander Graf Lambsdorff (ALDE) warnte vor vorschnellen Konsequenzen gegenüber der Schweiz und mahnte zur Respektierung des Ergebnisses. Er stellte jedoch auch klar, dass es keine Trennung der vier Grundfreiheiten geben werde. Der britische Abgeordnete des Europäischen Parlaments Nigel Farage (EFD) meinte, dass sich «eine weise und starke Schweiz gegen die Schikanen und Drohungen der ungewählten Bürokraten in Brüssel erhoben» habe.
Nachdem die Schweiz in Umsetzung der Verfassungsänderung das bereits fertig verhandelte Personenfreizügigkeitsabkommen mit dem EU-Neumitglied Kroatien nicht unterzeichnet hatte, setzte die EU die Verhandlungen über das achte Forschungsrahmenabkommen «Horizon 2020» und das Bildungsaustauschprogramm «Erasmus+» bis auf Weiteres aus. EU-Sozialkommissar László Andor sagte am 26. Februar im Europäischen Parlament, dies sei keine Strafaktion der EU, sondern die bereits vor der Abstimmung bekannt gewesene Konsequenz, wenn die Schweiz das Zusatzprotokoll zur Erweiterung der Personenfreizügigkeit auf Kroatien nicht unterzeichnen könne. Nun sei eine Teilnahme der Schweiz unter den Programmen unter den vor der Abstimmung vorgesehenen Bedingungen für das Jahr 2014 definitiv nicht mehr möglich.
Andor bekräftigte auch, dass die Personenfreizügigkeit für die EU nicht verhandelbar sei, dass Brüssel von der Schweiz die Einhaltung der bilateralen Verträge erwarte und dass eine selektive Anwendung oder «Rosinenpickerei» keine Optionen seien. Daneben betonte er, dass die EU auf die Umsetzungsvorschläge durch die Schweizer Regierung warte.

### Politiker, Parteien und Organisationen im Ausland
Der französische Wirtschaftsminister Arnaud Montebourg bezeichnete das Votum als «Ruin der Schweiz» und drohte mit einer Handelsbarriere Frankreichs. Der französische Aussenminister Laurent Fabius nannte das Votum «besorgniserregend» und kündigte an, Frankreich werde die «Beziehungen zur Schweiz überprüfen». Die deutsche Bundeskanzlerin Angela Merkel erklärte anlässlich des Besuchs des Schweizer Bundespräsidenten Didier Burkhalter in Berlin, sie bedaure die Entscheidung, aber der Wille des Souveräns sei zu respektieren. Es gelte, dafür zu sorgen, dass die bereits intensiven Beziehungen zwischen der Schweiz und der EU so intensiv wie möglich blieben. Merkel erinnerte im Weiteren daran, dass auch Deutschland die Bestimmungen der Personenfreizügigkeit nach dem Beitritt der ostmitteleuropäischen Staaten jahrelang aussetzte, und sie betonte, dass es auch im Falle Kroatiens zunächst eine Kontingentregelung geben werde. Der Co-Vorsitzende der deutschen Partei Die Linke Bernd Riexinger forderte die Einführung von Kapitalverkehrskontrollen, denn «wenn die Schweiz ihre Grenze für Menschen schliesst», sei es «nur gerecht, wenn auch das Geld draussenbleibt». Der österreichische FPÖ-Nationalrat Heinz-Christian Strache forderte eine ebensolche Abstimmung in Österreich. Der liechtensteinische Regierungschef-Stellvertreter Thomas Zwiefelhofer befürchtete negative Auswirkungen auf Liechtenstein.
Das Abstimmungsergebnis wurde von der Nationaldemokratischen Partei Deutschlands, der UK Independence Party und dem Front National begrüsst. Der britische Staatsminister David Lidington äusserte Verständnis für die Entscheidung und kündigte an, dass Grossbritannien Sozialtourismus stärker bekämpfen wolle. Es gäbe «kein Recht fortzuziehen, nur um Zugang zu Sozialgeldern und öffentlichen Diensten zu erlangen».
Der damalige Sprecher der deutschen Partei Alternative für Deutschland Bernd Lucke forderte, Deutschland solle sich an der Schweiz ein Vorbild nehmen und auch Volksabstimmungen zum Thema Einwanderung durchführen; Volksabstimmungen würden aufzeigen, wo die Politik Probleme ignoriere.
Der Schweizer Ökonom Thomas Straubhaar, Leiter des Hamburgischen Weltwirtschaftsinstituts meinte, «wenn die EU-Kommission die bilateralen Verträge kündigt», habe dies «für die Wirtschaft ernste Folgen».

## Abstimmungsanalyse
Laut einer Analyse der Berner Zeitung hat vor allem ein Meinungsumschwung in den grossen Agglomerationen zur Annahme der Initiative geführt. Die unmittelbar nach der Abstimmung vorgebrachte Erklärung, die ländliche Schweiz mit ihrem vergleichsweise kleinen Ausländeranteil habe die Annahme verursacht, greife zu kurz. In ihrer Analyse vergleicht die Berner Zeitung das Abstimmungsresultat mit früheren europapolitischen Entscheidungen. Seit dem am 21. Mai 2000 vom Bundesrat vorgelegten und vom Souverän mit deutlicher Mehrheit gebilligten Paket der bilateralen Verträge seien die Mehrheitsverhältnisse in fünf weiteren europapolitischen Abstimmungen im Wesentlichen stabil geblieben. Dies habe sich jedoch mit der Initiative stark verändert. Es seien insgesamt etwa 680’000 Menschen mehr zur Urne gegangen als noch im Jahr 2000. Trotz dieser um ein Drittel höheren Stimmbeteiligung habe sich das europafreundliche Lager um 50’000 verringert, während sich das europakritische Lager um 730’000 vergrössert habe. Das Nein zur Personenfreizügigkeit habe sich zwar flächendeckend verbreitet, habe aber in den bisher europafreundlichen Ballungsräumen überdurchschnittlich zugenommen. Insbesondere in den verstädterten Gemeinden des Mittellandes habe sich ein entscheidender Zuwachs von 530’000 Stimmen ergeben. In einem Artikel in der Neuen Zürcher Zeitung wies Peter Moser, stellvertretender Chef des Zürcher Statistikamtes, darauf hin, die Ablehnung der Freizügigkeit sei primär dort gestiegen, wo die Folgen der Zuwanderung subjektiv als besonders akut wahrgenommen worden seien, d. h. in den Agglomerationsgebieten.

## Umsetzung

### Änderung von bestehenden und Abschluss von neuen völkerrechtlichen Verträgen
Die in der Volksabstimmung vom 9. Februar 2014 angenommenen neuen Verfassungsbestimmungen verlangten die Aufnahme von Verhandlungen mit der EU über eine Änderung des Personenfreizügigkeitsabkommens (FZA) mit dem Ziel, innert höchstens drei Jahren Höchstzahlen und Kontingente für Aufenthaltsbewilligungen von EU-Angehörigen einzuführen. Der Bundesrat beschloss am 11. Februar 2015 sein Verhandlungsmandat. Es sollten zwei Ziele verfolgt werden: Einerseits soll das FZA so angepasst werden, dass es der Schweiz künftig möglich ist, die Zuwanderung eigenständig zu steuern und zu begrenzen. Andererseits soll der bilaterale Weg gesichert werden. Voraussetzung für den Erfolg von Verhandlungen ist die Zustimmung beider Verhandlungspartner. Die EU, durch den schweizerischen Verfassungstext selbstverständlich nicht gebunden, war aber nicht bereit, auf derartige Verhandlungen einzutreten. Die neuen Verfassungsbestimmungen enthielten keine Regelung, wie in diesem Fall vorzugehen sei, insbesondere bestand kein verbindlicher Auftrag, das FZA zu kündigen (anders als im Text der späteren «Begrenzungsinitiative»).
Gemäss dem neuen Artikel 121a BV dürfen keine neuen völkerrechtlichen Verträge abgeschlossen werden, welche dieser Bestimmung widersprechen. Aufgrund dieser Bestimmung hat der Bundesrat das mit der EU bereits abschliessend verhandelte, als völkerrechtlicher Vertrag geltende «Protokoll» über die Erweiterung des FZA auf Kroatien vorerst nicht unterzeichnen können. Der Bundesrat beantragte der Bundesversammlung mit Botschaft vom 4. März 2016 die Genehmigung dieses Protokolls. Er begründete das damit, dass die EU zwar nicht bereit sei zu Verhandlungen, aber zu «Konsultationen, in welchen ausgelotet werden sollte, ob es einen für beide Seiten gangbaren Weg gibt, den Verfassungsauftrag von Artikel 121a BV bei gleichzeitiger Wahrung des bilateralen Weges umzusetzen.» Die Eidgenössischen Räte genehmigten das Protokoll am 16. Juni 2016 mit dem Vorbehalt, dass der Bundesrat das Protokoll erst dann ratifizieren darf, «wenn mit der Europäischen Union eine mit der schweizerischen Rechtsordnung vereinbare Regelung zur Steuerung der Zuwanderung besteht.». Der Bundesrat kam am 16. Dezember 2016 zum Schluss, dass diese Bedingung mit der Annahme der Ausführungsgesetzgebung zu Art. 121a BV (siehe unten) erfüllt ist, und beschloss die Ratifikation des Protokolls.

### Ausführungsgesetzgebung
Nach längeren Vorarbeiten (Konsultationen mit allen interessierten Kreisen über einen Vorentwurf, Abwarten der Entwicklung in der EU, insbesondere im Zusammenhang mit dem Brexit) unterbreitete der Bundesrat am 4. März 2016 seinen Entwurf für eine Umsetzung der «Masseneinwanderungsinitiative». Weil bis zu diesem Zeitpunkt mit der EU noch keine Einigung erzielt werden konnte, schlug er vor, die Zuwanderung mittels einseitiger Schutzklausel zu steuern: Wird ein bestimmter Schwellenwert überschritten, muss der Bundesrat jährliche Höchstzahlen festlegen. In den parlamentarischen Beratungen fand dieser Vorschlag keine Zustimmung, weil er im Widerspruch zum FZA mit der EU stand. Die Eidgenössischen Räte einigten sich am 16. Dezember 2016 nach für schweizerische Verhältnisse ungewöhnlich emotionellen Beratungen auf einen sogenannten «Inländervorrang light»: Die Nachfrage nach ausländischen Arbeitskräften sollte gedrosselt werden, indem inländischen Stellensuchenden in Berufsgruppen mit besonders hoher Arbeitslosigkeit eine Art Startvorsprung eingeräumt wird. Sie sollen während einer bestimmten Frist exklusiven Zugang zu den Inseraten haben, die den Arbeitsämtern gemeldet werden.
Diese Lösung war mit dem FZA vereinbar, verzichtete aber auf die von der Verfassung geforderten Höchstzahlen und Kontingente. In seiner Fraktionserklärung vor der Schlussabstimmung im Nationalrat erklärte Adrian Amstutz, Fraktionspräsident der SVP: «Mit der Nichtumsetzung des von Volk und Ständen beschlossenen Auftrages der eigenständigen Steuerung der Zuwanderung begeht das Parlament einen in dieser Form wohl einmalig dreisten Verfassungsbruch.» Ignazio Cassis, Präsident der Fraktion FDP-Liberale, entgegnete: «Alle Artikel in der Verfassung sind gleich, gleich wichtig, unabhängig vom Datum der Einfügung in die Verfassung. Il n'y a pas de hiérarchie. Artikel 121a ist nicht wichtiger als beispielsweise Artikel 5, der die Grundsätze rechtsstaatlichen Handelns definiert. In Absatz 4 liest man dort: Bund und Kantone beachten das Völkerrecht. Das haben wir gemacht. Die Bilateralen sind Völkerrecht, und das Freizügigkeitsabkommen ist Teil der Bilateralen.»
Die SVP verzichtete in der Folge darauf, das Referendum gegen die Gesetzesrevision zu ergreifen und damit eine Volksabstimmung zu ermöglichen. Wäre das Gesetz in der Volksabstimmung abgelehnt worden, so hätte der Bundesrat die Verfassungsänderung durch eine Verordnung umsetzen müssen, wie dies Artikel 197 Ziffer 11 Absatz 2 BV (siehe oben. Ziff. 9 des Initiativtextes wurde nach Annahme der Initiative in Ziff. 11 umnummeriert) fordert. Bei isolierter Betrachtung des Wortlauts dieses Artikels wäre er dazu allerdings auch nach Annahme des Gesetzes durch das Parlament oder durch das Volk verpflichtet gewesen, was aber mit seiner staatsrechtlichen Stellung gegenüber den ihm übergeordneten Staatsorganen Parlament und Volk nicht vereinbar wäre.
Die Stellenmeldepflicht trat zum 1. Juli 2018 in Kraft.

### Verfassungsänderung
Am 27. Oktober 2015 wurde die Volksinitiative «Raus aus der Sackgasse! Verzicht auf die Wiedereinführung von Zuwanderungskontingenten» (inoffiziell als RASA-Initiative benannt) mit den nötigen Unterschriften eingereicht. Sie forderte die ersatzlose Aufhebung der am 9. Februar 2014 angenommenen Verfassungsbestimmungen. Der Bundesrat nahm mit seiner Botschaft vom 26. April 2017 dazu Stellung. Die Initiative hätte zwar die Gelegenheit geboten, den Widerspruch zwischen dem Verfassungstext einerseits und den völkerrechtlichen Verpflichtungen und den Gesetzesänderungen vom 16. Dezember 2016 andererseits aufzulösen. Der Bundesrat lehnte die Initiative aber ab, weil nach seiner Ansicht die Zuwanderung weiterhin mit geeigneten Massnahmen gesteuert und begrenzt werden soll. Auch sprächen demokratiepolitische Gründe dagegen, nach so kurzer Zeit den Entscheid von Volk und Ständen vom 9. Februar 2014 wieder rückgängig zu machen. Der Bundesrat hatte zwar am 21. Dezember 2016 einen Gegenentwurf zur Initiative mit einem eigenen Vorschlag für eine Verfassungsänderung zur Diskussion gestellt. Nachdem dieser Vorschlag nicht auf genügende Zustimmung gestossen war, verzichtete er darauf. Die Eidgenössischen Räte folgten dem Bundesrat. Nachdem sie die Initiative ohne Gegenentwurf zur Ablehnung empfohlen hatten, zogen die Initianten sie zurück.
Die SVP unternahm ihrerseits einen Versuch für eine Aufhebung des Widerspruchs zwischen der Bundesverfassung und dem FZA mit der Lancierung einer neuen Verfassungsinitiative, welche diesmal im Unterschied zur «Masseneinwanderungsinitiative» ausdrücklich die Kündigung des FZA verlangt, falls Verhandlungen mit der EU nicht fristgemäss zu einem Erfolg führen. Die Begrenzungsinitiative wurde 2018 eingereicht und kam am 27. September 2020 zur Abstimmung. Das Schweizer Volk lehnte die Initiative mit 61,7 % Nein-Stimmen ab.